# Belinda (chanson de Claude François)
Pour les articles homonymes, voir Belinda.
Pistes de Le Lundi au soleil
Qu'on ne vienne pas me dire Une fille et des fleurs
Belinda est une chanson du chanteur français Claude François. Elle figure sur l'album Le Lundi au soleil sorti en 1972, ainsi que sur la face B du disque 45 tours Le Lundi au soleil sorti la même année.
Claude enregistre sa voix le 27 septembre 1972 dans la soirée, date à laquelle il enregistre également Le lundi au soleil[réf. nécessaire].
Il s'agit de l'adaptation d'une chanson anglophone intitulée Miss Belinda composée par Des Parton (en) pour la formation musicale Boulevard. Cette adaptation en français est réalisée par le parolier Eddy Marnay.
Cette chanson est reprise par M Pokora en 2016 dans une version musicale moderne électro.